# Ribes viburnifolium
Ribes viburnifolium är en ripsväxtart som beskrevs av Asa Gray. Ribes viburnifolium ingår i släktet ripsar, och familjen ripsväxter. Inga underarter finns listade i Catalogue of Life.

## Bildgalleri

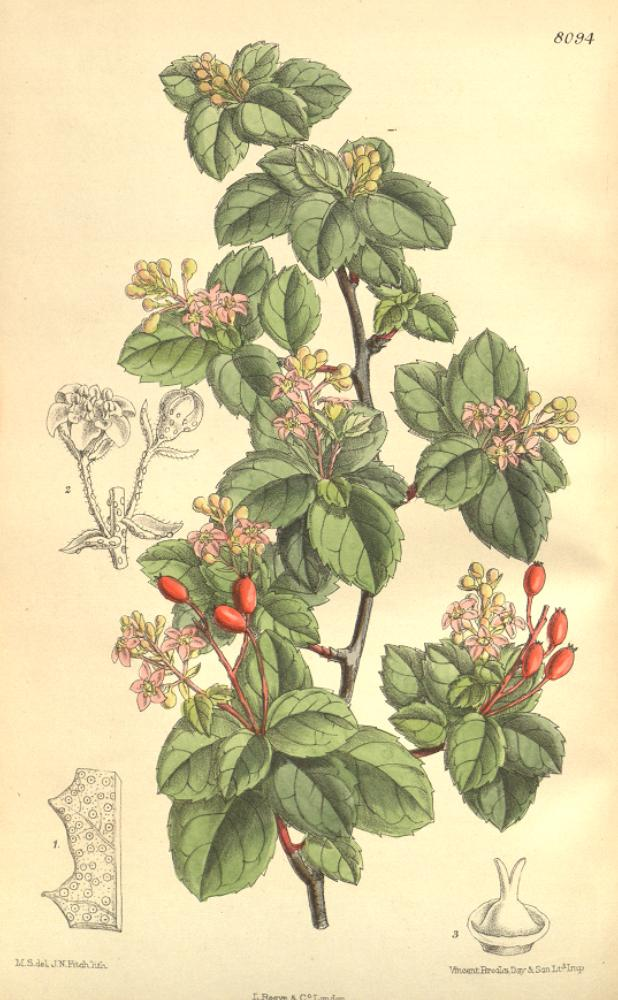